# Вардугин, Юрий Иванович
Юрий Иванович Вардугин (Пустой шаблон {{ВД-Преамбула}} ) — советский хоккеист, защитник.

## Биография
Воспитанник челябинского «Трактора», тренер Владимир Мурашов. Играл за местные команды «Металлург» (1976/77 — 1981/82, 1984/85 — 1989/90) и «Трактор» (1983/84 — 1984/85). В высшей лиге за «Трактор» в трёх сезонах провёл 86 игр.
Погиб 19 сентября 1992 года при взрыве в гараже в возрасте 32 лет.
Сын Пётр (род. 1986) также играл в хоккей.